# Caroline Winberg

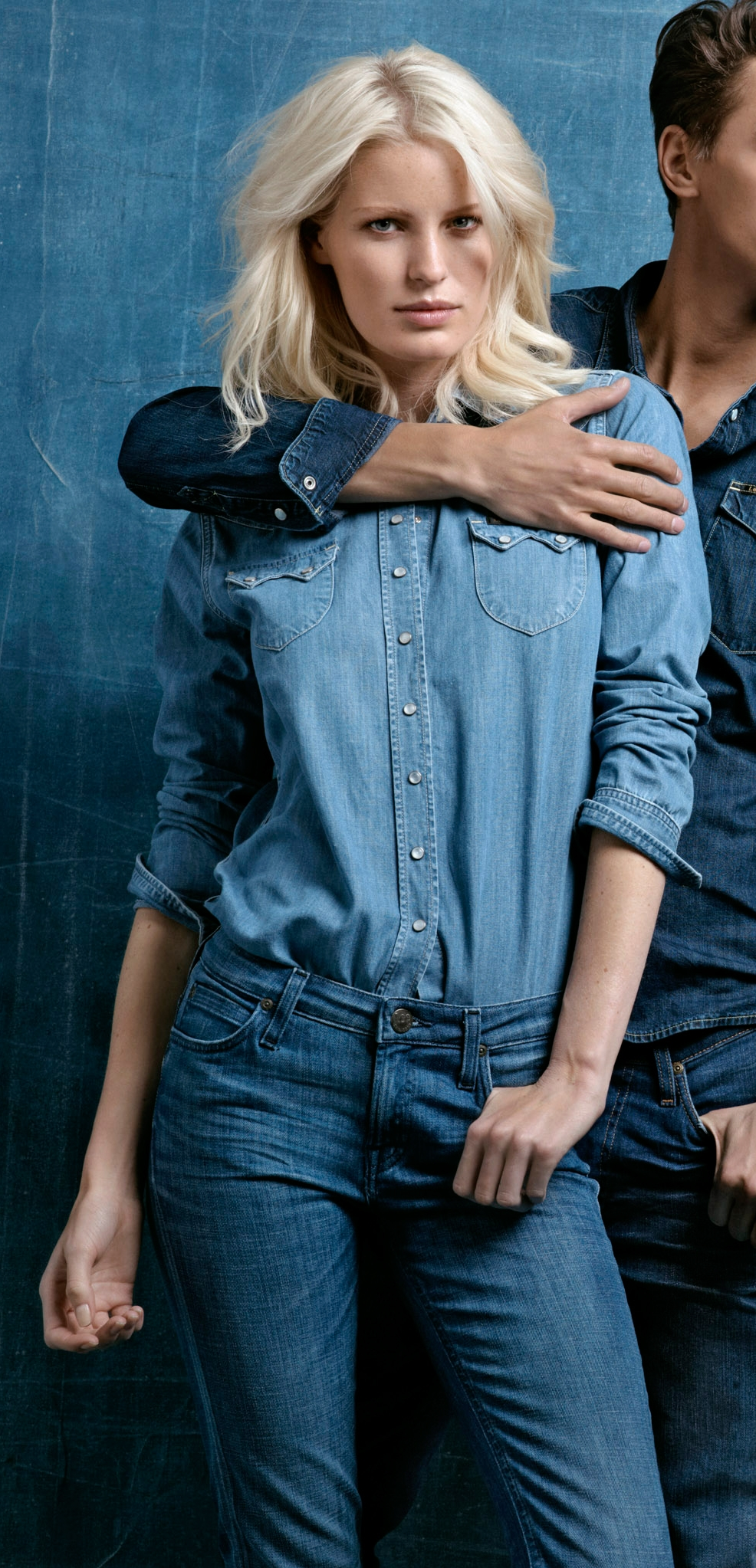
Caroline Winberg

Caroline Maria Winberg (* 27. März 1985 in Sollentuna, Stockholms län) ist ein schwedisches Model.
Im Alter von 15 Jahren wurde sie auf dem Weg zu ihrem Fußballtraining von einem Modelscout entdeckt. Sie entwickelte sich schnell zu einem international gefragten Model, war auf dem Laufsteg von Fashionshows diverser Modemarken und auf Titelblättern internationaler Ausgaben der Elle oder Vogue zu sehn. Von 2005 bis 2011 war sie in den jährlichen Victoria’s Secret Fashion Shows zu sehen. Im US-Thriller Ohne Limit von 2011 hatte sie eine Kleinstrolle. 2013 war sie Mentorin in der britischen Castingshow The Face UK.